# Pandemia de COVID-19 en Luxemburgo
El primer caso de la pandemia de enfermedad por coronavirus en Luxemburgo inició el 28 de febrero de 2020, data los acontecimientos ocurridos en dicha nación al momento de arribar la nueva cepa de SARS-Cov-2 al territorio.

## Cronología

### Febrero
El Ministerio de Salud de Luxemburgo confirmó el primer caso del coronavirus en el país el día 29 de febrero.  El paciente es un hombre que regresó de Italia vía Charleroi, Bélgica. según los informes de la Unidad de Inspección Sanitaria, actualmente está internado en el Centro Hospitalier de Luxemburgo en Ciudad de Luxemburgo. 

### Marzo
El 5 de marzo un hombre que regresaba del norte de Italia dio positivo para el COVID-19. Como medida se estableció una cuarentena vigilada en el Centro Hospitalier de Luxemburgo.
El 6 de marzo una mujer, tras los resultados de análisis, se detectó como un nuevo caso de coronavirus, la paciente había estado en la región de Alsacia en Francia que hasta el momento monitorea 3 casos confirmados.
Al final el día 7 de marzo el Ministerio de Salud confirmó otro caso de coronavirus en el país,  se mencionó que la persona infectada tiene un enlace epidemiológico con el norte de Italia.
El 8 de marzo otro caso se confirmó con un paciente que recientemente había regresado de la región de Alsacia en Francia.
El 10 de marzo dos casos se confirmados al mismo tiempo, uno de ellos importado desde los Estados Unidos y otro desde Suiza.
El 12 de marzo el Ministerio de Salud confirmó 19 casos nuevos en Luxemburgo agregando al total de casos a 26, con una persona de 94 años en condición crítica. Según el ministerio, dos de los pacientes estuvieron infectados en Luxemburgo mientras los otros 10 se infectaron en el extranjero. Uno de los casos estuvo diagnosticado en Hôpital Kirchberg y desde entonces el hospital ha implementado numerosas medidas de precaución, como las visitas a pacientes limitadas, el personal de hospital tiene reservado parqueos, las consultas ambulatorias son sustancialmente reducidas, y acceso controlado en la entrada principal. También anunciaron que las escuelas cerrarían del 16 al 27 de marzo debido al aumento de casos en Luxemburgo.
El 13 de marzo, el ministro de Salud Paulette Lenert, Ministro para Movilidad François Bausch, y Ministro para los Asuntos Familiares Corinne Cahen dieron una rueda de prensa que confirmó otros 8 casos y la primera muerte por COVID-19 en Luxemburgo, se reveló que el paciente fallecido tenía 94 años y se encontraba en condición crítica con anterioridad.
El 14 de marzo el Ministerio confirmó 17 casos más, que suman al número total de casos en Luxemburgo a 51. Lenert agregó en su conferencia que «el virus ha llegado», y que además la situación está empezando a lucir «crítica» y «sin precedentes».
El 15 de marzo el ministerio confirmó 8 casos más en Luxemburgo, dando a 59 casos contabilizados en el territorio nacional.

## Respuesta de la Unión Europea
A partir de finales del primer trimestre de 2020, varios de los Estados miembros de la Unión se confrontaron a la crisis sanitaria de la pandemia de COVID-19. El impacto mediático generado por la situación, precipitó a los gobiernos nacionales y a las instituciones europeas a una situación sin precedentes, que en marzo, llevó a que los Estados miembros aceptaran la recomendación emitida por la Comisión Von der Leyen sobre lo que deberían hacer para restringir la entrada en el territorio a los residentes extracomunitarios. Casi al mismo tiempo, la Comisión lanzó su primera reserva de material médico con el fin de repartirlo a los Estados de la Unión más afectados por la pandemia.
En abril se sucedieron numerosas acciones políticas en respuesta a la crisis. En primer lugar reaccionó el Banco Central Europeo (BCE) con un programa de compra de títulos para evitar el colapso de los mercados de deuda, lo que contribuyó a estabilizar la situación financiera. Entonces, tras ser aprobada por primera vez la denominada “cláusula general de salvaguarda” prevista para escenarios de graves crisis generalizadas que afecten a la eurozona, la Comisión pudo levantar los límites que fijaba el pacto de estabilidad y crecimiento. De esta forma se autorizó a los gobiernos nacionales a inyectar en la economía tanto dinero «como fuese necesario». A dicha flexibilización se añadieron también los cambios en la autorización de ayudas públicas, ya que la normativa permitió otorgar hasta 800.000 euros por compañía en forma de subvención directa o ventajas fiscales. De manera complementaria, el Eurogrupo logró un acuerdo la segunda semana de abril que estableció los detalles de la primera red de seguridad comunitaria contra los efectos de la pandemia.
Pero el anuncio más destacado llegó el 18 de mayo de 2020, cuando en una rueda de prensa Merkel y Macron presentaron un plan para la UE en el marco de la crisis de la pandemia. Este impulso se integró con varias acciones institucionales de las semanas anteriores, y sirvió de base al plan recuperación económica (Next Generation EU) presentado por Von der Leyen la semana siguiente. Empero, el anuncio conjunto de Merkel y Macron fue impulsado por un fallo del Tribunal Constitucional de Alemania, que días antes había puesto en duda la independencia del Banco Central Europeo (BCE) para mantener a flote las economías de los miembros más vulnerables de la organización, así como la gobernabilidad de la UE. Hasta entonces, Merkel —quien ocho años antes, en el punto más álgido de la crisis del euro, aseguró que no habría eurobonos «mientras yo viva»— se había opuesto a la propuesta de Macron para crear un fondo que obligaría a los 27 a aumentar la deuda de forma conjunta.
En diciembre de 2020, la vacuna Tozinameran contra la COVID-19 logró la autorización de comercialización en la UE. BioNTech (Societas europaea), el laboratorio al origen de dicho producto, había recibido más de 9 millones de euros de financiación de la UE para la investigación durante la década precedente. Además, en junio fue beneficiario de un préstamo de 100 millones de euros del Banco Europeo de Inversiones (BEI), respaldado por la UE. Esto ayudó al laboratorio alemán a ampliar sus capacidades de fabricación y a suministrar la vacuna a nivel mundial.
En el plano internacional, durante el mes de mayo la Comisión lanzó la "Respuesta mundial al coronavirus", una acción que perseguía el «acceso universal a vacunas, tratamientos y tests de coronavirus asequibles». En la primera jornada del evento quedó cubierto el objetivo monetario de 7400 millones de euros, más de un tercio de los cuales procedían de la UE y sus Estados miembros. Este “maratón mundial de donantes”, dio paso al lanzamiento de una campaña denominada Global Goal: Unite for our Future que culminó el 27 de junio con una cumbre mundial de donantes, presidida por Von der Leyen, que recaudo 6.150 millones de euros.